# Ego (OOMPH!)
Ego (lat. Io) è il settimo album del gruppo tedesco OOMPH!.
La copertina rappresenta metà viso di Crap, Dero e Flux poiché immersi nell'acqua. Nel retro dell'album si notano anche le bocche che urlano in acqua.

## Tracce
1. Ego – 4:19
2. Supernova – 3:59
3. Willst Du Frei Sein – 3:54
4. Drop The Lie – 3:45
5. Bitter – 4:17
6. Transformation – 4:02
7. Atem – 3:58
8. Serotonin – 2:14
9. Swallow – 3:49
10. Viel Zu Tief – 3:47
11. My Darkest Cave – 3:38
12. Rette Mich – 4:25
13. Who You Are – 3:58
14. Kontrollverlust – 4:46
15. Dopamin – 2:43
16. Träum Weiter – 1:41